# Pseudolimnophila xanthomelania
Pseudolimnophila xanthomelania är en tvåvingeart som beskrevs av Alexander 1960. Pseudolimnophila xanthomelania ingår i släktet Pseudolimnophila och familjen småharkrankar. Inga underarter finns listade i Catalogue of Life.